# Bowlus CG-8
Bowlus CG-8 là một mẫu thử tàu lượn vận tải của Hoa Kỳ trong Chiến tranh thế giới II, nhưng dự án đã bị hủy bỏ.

## Biến thể
XCG-8

## Tính năng kỹ chiến thuật (XCG-8)
Dữ liệu lấy từ Mrazek
Đặc tính tổng quát
- Kíp lái: 2
- Sức chứa: 7 lính trang bị đầy đủ
- Chiều dài: 45 ft 0 in (13,72 m)
- Sải cánh: 90 ft 0 in (27,43 m)
- Diện tích cánh: 880 foot vuông (82 m2)
- Trọng lượng rỗng: 7.450 lb (3.379 kg)
- Trọng lượng cất cánh tối đa: 11.050 lb (5.012 kg)

Hiệu suất bay
- Vận tốc hành trình: 120 mph (104 kn; 193 km/h)